# Onil
Onil ist eine Gemeinde im Südosten von Spanien in der Provinz Alicante in der Valencianischen Gemeinschaft. 2024 hatte die Gemeinde 7.959 Einwohner.

## Geografie
Die Gemeinde grenzt an die Gemeinden Alcoy, Banyeres de Mariola, Biar, Castalla und Ibi. Onil liegt in der Nähe des Berges Sierra de Onil in der Sierra de Mariola, 36 km von der Stadt Alicante entfernt.

## Sehenswürdigkeiten
Die wichtigsten Bauwerke in Onil sind die Palastfestung aus dem 16. Jahrhundert, der Sitz der Stadtverwaltung, die katholische Kirche Santiago Apóstol (aus dem 17. und 18. Jahrhundert) und die Einsiedeleien San Buenaventura (aus dem 17. Jahrhundert) und Santa Ana.

## Demografie
| 1842 | 1900 | 1930 | 1950 | 1970 | 1981 | 1991 | 2001 | 2011 |
| ---- | ---- | ---- | ---- | ---- | ---- | ---- | ---- | ---- |
| 2690 | 2956 | 3032 | 2926 | 4755 | 6166 | 6631 | 6903 | 7676 |